# Fxgt
Fxgtは、外国為替、株式、指数、株式、貴金属、暗号資産などを専門とするオンラインCFDブローカーである。
Fxgtは、南アフリカの金融セクター行動監督局（FSCA）、セーシェルの金融サービス庁（FSA）、バヌアツ金融サービス委員会（VFSC）（適格相手方のみ）、キプロス証券取引委員会（CySEC）（適格相手方のみ）の規制枠組みの下で運営されており、GT InvestmentsはFxgt.eu（適格相手方のみ）の下で運営されている。

## 歴史
Fxgtは2019年に設立された規制されたオンライントレーディンプラットフォームであり、多様な金融商品およびサービスを提供している。

AtoZ Marketsによって「2023年最優秀ブローカー」と名付けられたことで、外国為替およびCFD取引分野におけるその評判と実績が強調された。
取り扱う株式には、Apple、Microsoft、JP Morgan、Disney、Netflix、NVIDIAなどの企業が含まれている。また、暗号資産市場での取引も可能であり、LNKUSD、ZRXUSD、RENUSDを含むNFT商品も提供している。